# ISS-Expedition 2
ISS-Expedition 2 ist die Missionsbezeichnung für die zweite Langzeitbesatzung der Internationalen Raumstation. Die Mannschaft lebte und arbeitete vom 10. März bis zum 20. August 2001 an Bord der ISS.

## Mannschaft
- Juri Wladimirowitsch Ussatschow (4. Raumflug), ISS-Kommandant 19. März bis 17. August 2001  ( Roskosmos/ Russland)
- Susan Jane Helms (5. Raumflug), Missionsspezialistin ( NASA/ Vereinigte Staaten)
- James Shelton Voss (5. Raumflug), Missionsspezialist ( NASA/ Vereinigte Staaten)

### Ersatzmannschaft
die spätere Besatzung der ISS-Expedition 4:
- Juri Iwanowitsch Onufrijenko, Kommandant ( Roskosmos/ Russland)
- Daniel Wheeler Bursch, Missionsspezialist ( NASA/ Vereinigte Staaten)
- Carl Erwin Walz, Missionsspezialist ( NASA/ Vereinigte Staaten)

## Missionsbeschreibung
Mit der Discovery-Mission STS-102 trafen am 10. März 2001 nicht nur die neue Langzeitbesatzung auf der Internationalen Raumstation (ISS) ein, sondern auch sieben Racks mit Systemkomponenten und Experimenten. Zwei Racks enthielten Energiekonverter, die für die Steuerungs- und Experimentiergeräte an Bord der Station verschiedene Spannungen zur Verfügung stellen. Zwei weitere enthielten die Steuerungsanlagen für den kanadischen Manipulatorarm und dessen vier Kameras. Die beiden übrigen Racks umfassten Anlagen zum Betrieb des Ku-Band-Kommunikationssystems sowie eine medizinische Notfallausrüstung. Zu dieser gehören unter anderem ein Defibrillator und ein Ultraschallgerät. Des Weiteren wechselten drei wiederverwendbare Stauraumelemente und mehrere Behälter mit Versorgungsgütern in die Station. Schließlich wurde das erste Wissenschaftsrack in Destiny installiert. Mit der sogenannten Human Research Facility wird medizinische Forschung betrieben. Alle Racks waren zum Transport in einem in Italien entwickelten und gebauten Logistikmodul untergebracht. Dieses wurde am 12. März aus der Ladebucht gehoben und an der Unterseite von Unity angedockt.
Während der Mission STS-102 fand der erste Wechsel einer ISS-Besatzung statt. Die zweite Crew bestand aus dem russischen Kommandanten Juri Ussatschow und den US-Astronauten Susan Helms und James Voss. Der Transfer fand in mehreren Etappen statt. Zunächst wechselte Juri Ussatschow in die Station und löste den Sojus-Piloten Juri Gidzenko ab. Vier Tage blieben den Kommandanten der ersten und zweiten Stammbesatzung William Shepherd und Juri Ussatschow anschließend für die Übergabe. Dabei sprachen sie über die bisher geleisteten Arbeiten sowie über Besonderheiten und Probleme. Dann standen Entladearbeiten und Installationen im Mittelpunkt. Zwei Stunden vor dem Ablegen des Space Shuttles am 19. März übernahm Ussatschow das Kommando der Raumstation.
Einige Funktionen der Steuerungseinheit für den Manipulator der Station wurden bereits kurz nach dem Einbau der Racks getestet. Mit der Human Research Facility gelangte auch das erste Rack mit wissenschaftlichen Geräten in das Labormodul Destiny. Die zweite Stammbesatzung der ISS beschäftigt sich zu einem größeren Teil mit wissenschaftlichen Forschungen als ihre Vorgänger. Die Experimente gehörten weitgehend zum Komplex Strahlungsmessung. Dabei wurden sowohl die Auswirkungen verschiedener Strahlungsarten auf den menschlichen Körper studiert, als auch Intensitäten in verschiedenen Bereichen der Station gemessen (Experimente Phantom Torso, Dosmap und Bonner Ball Neutron Detector). Zum Programm gehörten auch Forschungen zur Mikrogravitation, medizinische Untersuchungen an Knochen und Muskeln, psychosoziale Studien, Experimente zur Flüssigkeitsphysik und Kristallisation von Proteinen.
Die ersten Studien führte die Expedition Two Crew bereits am zweiten Flugtag an Bord der Discovery durch. Beim Hoffmann-Reflex-Experiment wurde die Reaktionsgeschwindigkeit des Rückenmarks untersucht. Ein spezieller Reiz auf die Beinmuskulatur führt zu einer unmittelbaren Reaktion. Aus der Veränderung der Reaktionsdauer während und nach der Anpassung an die Schwerelosigkeit will man Rückschlüsse auf die Reizverarbeitung im Rückenmark ziehen. Das Experiment wurde am sechsten Flugtag wiederholt. Anschließend wurde die Apparatur in die Station gebracht, wo weitere Tests folgten.
Am 21. März wurde das Ku-Band-Kommunikationssystem aktiviert, mit dem Datenübertragungsraten von 50 MBit/s möglich sind. Neben Audio und 4 Videokanälen können auch wissenschaftliche Daten mit hoher Geschwindigkeit übertragen werden. Dazu gehörten beispielsweise Messwerte, die beim Experiment MACE II gewonnen wurden. MACE II (Middeck Active Control Experiment 2) besteht aus einer 1,52 m langen Plattform, auf der Kardanringe und Räder montiert sind. Mittels einer Fernsteuerung können die beweglichen Teile auf der einen Seite der Plattform aktiviert werden, wodurch eine starke Vibration entsteht. Diese wird über 20 Sensoren analysiert. Die Steuerzentrale der Plattform regelt nun die Kardanringe und Räder auf der anderen Seite der Plattform so, dass die Vibration gedämpft wird. MACE II dient der Entwicklung eines schwingungsgedämpften Systems, auf dem empfindliche Experimente weitgehend störungsfrei ausgeführt werden können. Der Versuch wurde in der Folgezeit mehrfach wiederholt.

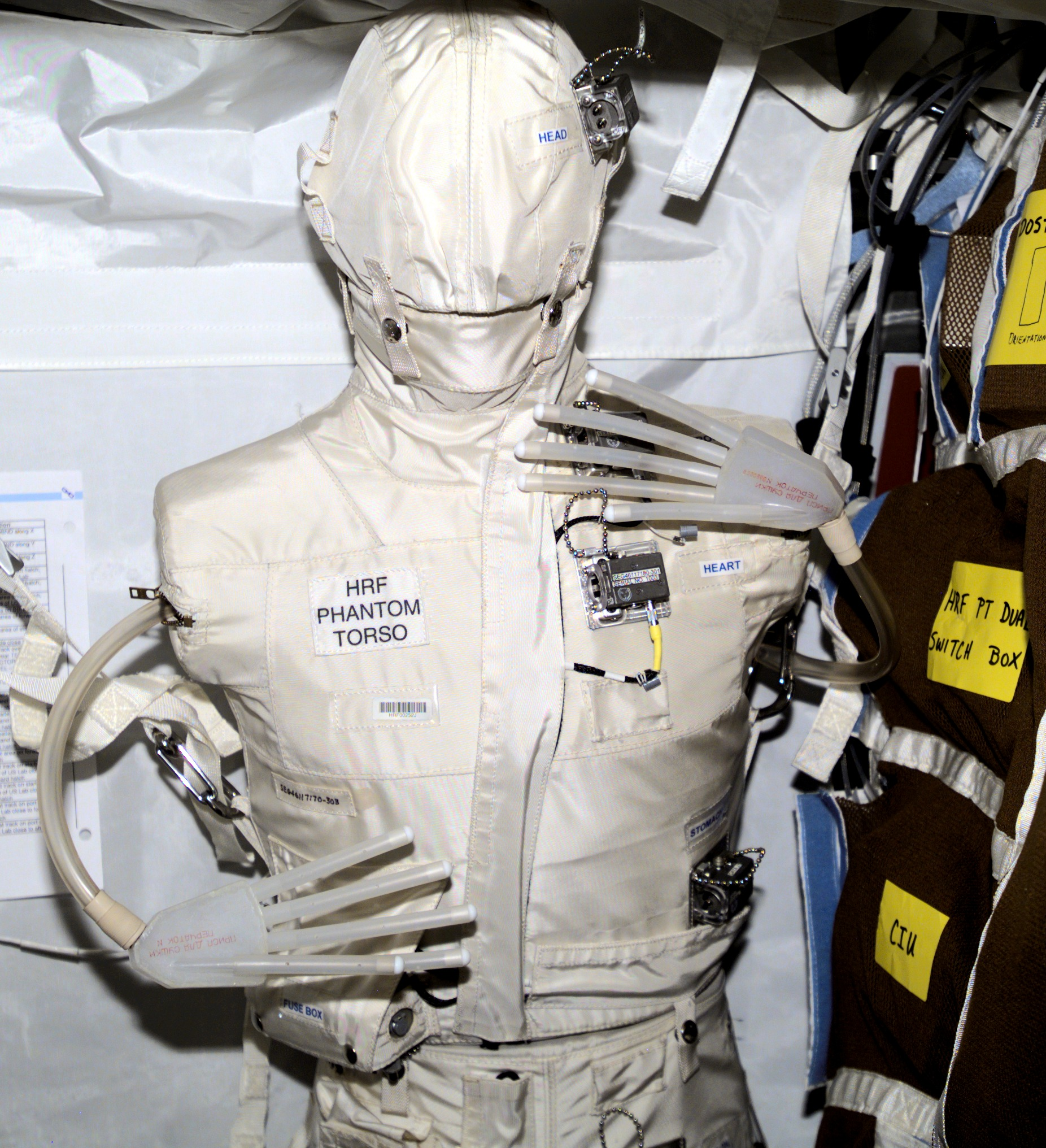
Phantom Torso

Am 23. März begannen die Untersuchungen mit dem Bonner Ball Neutron Detector der japanischen Raumfahrtorganisation NASDA. Der Detektor misst die Intensität der Neutronenstrahlung innerhalb der Station. Neutronen sind ungeladene Teilchen, die nicht durch Magnetfelder abgelenkt werden können. Neben BBND spielten zwei weitere Experimente zur Strahlungsmessung eine wichtige Rolle auf der ISS. Am 26. März wurde das für die ESA entwickelte, deutsche DOSimetric MAPping Experiment installiert. Mit zunächst zwei empfindlichen Silizium-Detektoren wurden Energie und Intensität der Strahlung im Labormodul Destiny gemessen. Später kommen weitere Detektoren dazu, die über die gesamte Station verteilt werden. Interessante Ergebnisse ließ auch das Experiment Phantom Torso, das im Mai aktiviert wurde, erwarten. Hier ist ein menschenähnlicher Torso in 35 Schichten unterteilt und mit 416 Dosimetern sowie fünf aktiven Detektoren versehen worden. Letztere befinden sich an den Stellen, an denen beim Menschen Gehirn, Schilddrüse, Herz, Magen und Darm sind. Damit sollen sich die Strahlenbelastungen einzelner Organe und die damit verbundenen medizinischen Risiken während eines Raumfluges genauer einschätzen lassen. Zusätzlich lassen sich die Strahlungswerte mit der Position der Station im All verknüpfen und damit beispielsweise die Auswirkungen der sogenannten südatlantischen Anomalie über der Küste Brasiliens untersuchen. Hier ist die hochenergetische Teilchenstrahlung deutlich höher als in anderen Bereichen.
In der letzten Märzwoche wurde auch das neue Fahrradergometer CEVIS (Cycle Ergometer with Vibration Isolation System) montiert. Mit dem Vorgängermodell hatte es des Öfteren Probleme gegeben. Ebenso mussten ein Softwarefehler im Ku-Band-Kommunikationssystem behoben und ein defekter Kondensat-Verdampfer im Labormodul repariert werden. Am fehlerhaften Kohlendioxid-Absorptionssystem des Labormoduls wurde eine verschmutzte Ventilöffnung als mögliche Ausfallursache entdeckt.
Am 30. März konnte die Installation der Human Research Facility abgeschlossen werden. Zwei wesentliche Systeme sind ein Gasanalysegerät, über das sich der Stoffwechsel eines Menschen ermitteln lässt und ein Ultraschallkomplex, der dreidimensionale Bilder einzelner Organe, Muskeln oder Blutgefäße gewinnt. Die Untersuchung der Vorgänge und Veränderungen im menschlichen Körper während des Aufenthaltes in der Schwerelosigkeit ist ein wichtiger Bestandteil der Forschungsarbeiten aller Besatzungen der Internationalen Raumstation. Zwischenmenschliche und kulturelle Faktoren können die effektive Zusammenarbeit innerhalb einer Crew beeinträchtigen. Deshalb gehört das wöchentliche Ausfüllen eines speziellen Fragebogens zu den Pflichten der Raumfahrer. Diese Fragebögen wurden von Psychologen erarbeitet. Einige Fragen betreffen auch die Interaktion mit den Bodenstationen in den USA und in Russland.
Bereits die erste ISS-Besatzung hatte bestimmte Regionen der Erde sowie außergewöhnliche Phänomene fotografisch dokumentiert (Crew Earth Observation). Die Expedition Two Crew setzte diese Arbeiten fort. So beobachtete man am 2. April das Flussbecken des Paraná in Paraguay und Argentinien. Die Region ist durch fortschreitende Erschließung großen Veränderungen unterworfen. Die Wissenschaftler interessieren sich vor allem für die Auswirkungen der Industrialisierung auf den Wasserstand des Flusses. Die Untersuchungen werden zunächst mit zwei Handfotoapparaten (35 mm bzw. 70 mm Objektivbrennweite) und einer digitalen Kamera vorgenommen. Seit 2002 können mehrere Beobachtungsinstrumente in einer speziellen Anlage genutzt werden (Window Observational Research Facility WORF). Das amerikanische Labormodul Destiny verfügt dazu über ein großes Beobachtungsfenster.
Mit dem angedockten Transporter Progress-M 44 wurden Anfang April einige Manöver durchgeführt, die den Orbit der Station stabilisierten. Die Steuerung der Triebwerke wurde dabei vom Computer im Service Modul Swesda übernommen. Am 16. April koppelte Progress-M 44 von der Station ab. Zuvor waren Treibstoff und Oxydator in die Tanks der Station gepumpt und der Frachtraum des Raumfahrzeugs mit Abfall sowie nicht mehr benötigten Teilen beladen worden. Zwei Tage später stiegen die drei Raumfahrer in ihr am unteren Kopplungsaggregat von Sarja angekoppeltes Raumschiff Sojus TM-31, legten ab und koppelten 21 Minuten später am hinteren Stutzen von Swesda wieder an. Damit wurde mehr Raum für das Ankoppeln des Transportmoduls Raffaello während der nächsten Shuttle-Mission STS-100 geschaffen. Außerdem koppelte ein neues Rettungsraumschiff Anfang Mai wieder an Sarja an. Nach dem Ablegen von Sojus TM-31 mit der Gastbesatzung wurde somit der Heckplatz für weitere Progress-Transporter frei.
Mit der Raumfähre Endeavour, die am 21. April an die ISS dockte, kamen zwei weitere Racks mit Experimenten sowie ergänzende Bauteile für die bereits vorhandenen Anlagen an Bord. Das Express-Rack 1 enthielt die Vibrationsmesskomplexe SAMS (Space Acceleration Measurement System) und MAMS (Microgravity Acceleration Measurement System), eine Anlage zur Untersuchung von Pflanzenwachstum ADVASC (Advanced Astroculture), zwei Experimente zur Gewinnung verschiedener Proteinkristalle (Protein Crystal Growth - Single Locker Thermal Enclosure System, 1 °C bis 4 °C) sowie zwei kommerzielle Nutzlasten (CGBA und CPCG), in denen Arzneimittel durch Fermentation bzw. Proteinkristalle für die medizinische Forschung hergestellt wurden oder weitere Einblicke in die Struktur von Proteinkristallen gewonnen werden sollten. CPCG (Commercial Protein Crystal Growth) beispielsweise wurde wie CGBA am 25. April aktiviert und enthielt mehr als 1000 biologische Lösungen, deren Kristallisation automatisch in Gang gesetzt wurde. Im Express-Rack 2 waren die Vibrationsdämpfungseinheit ARIS, ein Experiment zur Kontrolle der Vibrationsdämpfung (ARIS-ICE), ein physikalischer Versuch mit Partikel-Flüssigkeitsgemischen (Colloiden) sowie die SAMS-Steuereinheit untergebracht. Zusätzlich zur ISS transportiert wurden Teile für die Experimente Phantom Torso und Dosmap sowie eine mobile Werkzeughalterung.
Im Verlaufe der Mission der Endeavour kam es aufgrund von Defekten auf den Festplatten zweier Kommandocomputer zum zeitweiligen Verlust der Kommunikation der ISS mit der Bodenstation. Während der Reparatur konnten aber die Systeme des angedockten Shuttle genutzt werden. Das Computerproblem konnte zunächst nur provisorisch behoben werden.
Kurz nach dem Abkoppeln der Endeavour empfing man die Besatzung des Raumschiffes Sojus TM-32. Mit ihr kam Nachschub an Experimentiermaterial, vor allem aber ein frisches Raumschiff.
Anfang Mai wurde vor allem an der Aktivierung neuer Experimente gearbeitet. So wurde am 1. Mai erstmals ein Versuch über direkte Kommandos von der Erde aus gesteuert. Einen Tag später begannen die Untersuchungen mit dem Phantom Torso. Außerdem wurden zusätzliche Strahlungsdetektoren in Destiny und Unity für Dosmap installiert. Anfang Mai wurden auch das Vibrationsmessexperiment MAMS und der Komplex Protein Crystal Growth - Single Locker Thermal Enclosure System aktiviert (Unit 9). Mit MAMS werden Vibrationen der Station im normalen Betrieb und bei bestimmten Ereignissen, wie Triebwerkszündungen, Ab- und Ankopplungen aufgezeichnet. Die ersten derartigen Ereignisse waren die Abkopplung von Sojus TM-31 am 6. Mai und die Ankopplung von Progress M1-6 am 23. Mai. Mit PCG-STES wurden in 756 biologischen Proben Proteinkristalle außergewöhnlicher Reinheit und Größe gezüchtet, die auf der Erde genauestens untersucht werden.
Am 10. Mai wurde Advanced Astroculture in Betrieb genommen. In diesem abgeschlossenen Ökosystem absolvierten Pflanzen von der Saat bis zur Gewinnung neuen Samens einen vollen Reproduktionszyklus. Ende Mai konnte festgestellt werden, dass die Saaten aufgegangen waren, um den 10. Juni blühten die Pflanzen.
Am 18. Mai begannen die Arbeiten mit der Human Research Facility. Dabei wurde zunächst das Gasanalysegerät getestet. Über die Zusammensetzung der ausgeatmeten Luft lassen sich Rückschlüsse auf den Stoffwechsel ziehen. Es sind Angaben zur Herzleistung, Stoffwechselfunktion, Lungenfunktion, Gasdiffusion in der Lunge, Lungenvolumen und zum Stickstoffgehalt möglich.

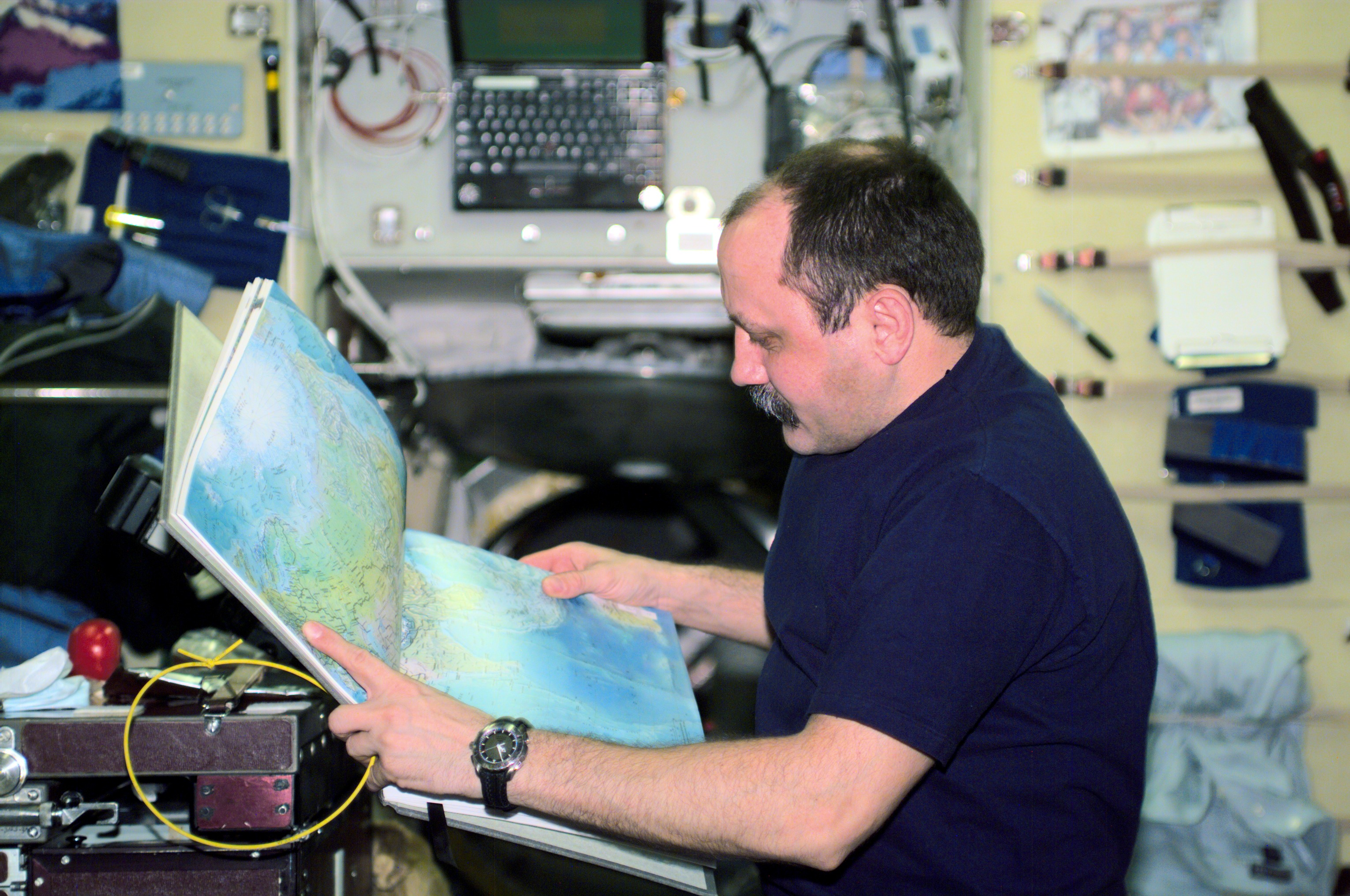
Ein Atlas in Buchform wird von vielen Raumfahrern bevorzugt

Im Rahmen der Crew Earth Observation wurden im Mai Industriekomplexe in Südafrika, der Vulkan San Cristóbal in Nicaragua, der Paraná in Südamerika, Andengletscher in Chile, Peru und Bolivien, Eis und Schnee auf den Sandwichinseln und in der Antarktis, das Rote Bassin, Teile der Sichuan-Provinz sowie die Deltas des Gelben Flusses und des Jangtsekiang in China, das Ganges-Bassin, die Rift Triple Junction in Äthiopien, der Sueskanal, Gebiete auf den Philippinen, in Ruanda und Tansania sowie der Kilimandscharo fotografiert. Die Untersuchungen sollen neue Erkenntnisse für Landwirtschaft, Stadtentwicklung und Meteorologie bringen und wurden auch im Juni fortgesetzt. Übrigens wurde mit einer der letzten Shuttle-Missionen ein Atlas zur Station gebracht. Der Kommandant der ersten ISS-Crew hatte bemängelt, dass der Umgang mit einem entsprechenden Computerprogramm unpraktisch sei. Also ging man wieder zur konventionellen Technik über.
Bei den Tests des neuen Manipulatorsystems der Station trat ein Problem in der zweiten Kommandokette auf. Einmal wurde ein Befehl nicht weitergeleitet, ein anderes Mal gab es Unterbrechungen in der Bewegung eines Gelenks. Diese Probleme sollten durch ein Softwareupdate behoben werden. Es stellte sich aber heraus, dass es sich um einen zeitweilig auftretenden Defekt in einem Diagnoseschaltkreis des Schulter-Nickgelenkes handelte. Dessen Signale konnten durch eine neue Software im Wiederholungsfall einfach überbrückt werden. Um weitere, ausführliche Tests durchführen zu können, wurde der nächste Shuttleflug um etwa einen Monat verschoben. Kleinere Probleme traten auch bei einem Datenrekorder und einem Experiment zum Studium bakteriologischer Fermentationsprozesse (Commercial Generic Bioprocessing Apparatus) auf. Mit ihm sollte herausgefunden werden, warum die Produktion von Antibiotika durch Mikroorganismen in der Schwerelosigkeit besser funktioniert als auf der Erde. Während der Defekt am Datenrekorder behoben werden konnte, wurde das biotechnologische Experiment nach einigen Reparaturversuchen deaktiviert.
Am 23. Mai koppelte das drei Tage zuvor gestartete Transportraumschiff Progress M1-6 am Heck des Swesda-Moduls an. Seine Fracht bestand aus 960 kg Treibstoff, 261 kg Nahrung und medizinischen Gütern, 419 kg persönlichen Dingen der Stammbesatzung, 172 kg wissenschaftlicher Ausrüstung und 19 kg weiterer Gerätschaften und Dokumentationen. Darunter war auch eine neue Festplatte für den dritten Kommandocomputer der ISS, womit das System wieder voll funktionsfähig wurde. Mit dem Entladen der Fracht war die Crew mehrere Tage lang beschäftigt. Außerdem wurden laufend Wartungsarbeiten durchgeführt. Dazu gehört beispielsweise die Überwachung der Lebenserhaltungssysteme sowie das Wechseln von Datenträgern und Experimentierproben. So wurde beispielsweise am 28. Mai die zehnte Probeneinheit beim Experiment Protein Crystal Growth - Single Locker Thermal Enclosure System (PCG-STES) in Betrieb genommen. Größere Datenübertragungen wurden unter anderem am 1. Juni (Phantom Torso, Bonner Ball Neutron Detector, Dosmap) vorgenommen.
Am 30. Mai begannen die Forschungen an Flüssigkeit-Partikel-Gemischen, sogenannten Colloiden (Experiment on the Physics of Colloids in Space EXPPCS). Über 11 Monate hinweg wurden die physikalischen Eigenschaften acht unterschiedlicher Proben untersucht. Am 4. Juni wurde das Experiment SAMS II zur Messung von Beschleunigungen an Bord der Station aktiviert. SAMS ist im Express-Rack 2 untergebracht und dient der Erforschung des Einflusses von Bordaktivitäten wie Sport oder Triebwerkszündungen auf gravitationsempfindliche Experimente in unterschiedlichen Bereichen der Station. Die 5 Sensoren, mit denen die Microgravitation gemessen wird, befinden sich in der Nähe laufender Experimente im Destiny-Labor. Fortgeführt wurde das Experiment Interactions, bei dem die Raumfahrer wöchentlich Fragebogen zur Effizienz der Zusammenarbeit innerhalb der Crew und mit dem Bodenpersonal ausfüllen.
Am 8. Juni führten Ussatschow und Voss einen internen Einsatz unter Weltraumbedingungen durch. Dazu war die Kopfsektion des Swesda-Moduls für 19 Minuten enthermetisiert. Während dieser Zeit wurde die untere Luke abgeschraubt, verstaut und anschließend durch einen Führungskonus ersetzt, der bei Kopplungen von Raumschiffen mit dem Kurs-System benötigt wird. Hier sollte im September ein modifizierter Progress-Transporter ankoppeln, der das russische Ausstiegs- und Dockingmodul Pirs sowie einen entfaltbaren Mast (Strela) zur Station befördert.
Im Rahmen des russischen Forschungsprogramms wurden vor allem biomedizinische und technologische Experimente durchgeführt. Beispielsweise wurde die Herzaktivität bei sportlicher Belastung (Experiment Cardio-ODTN) gemessen. Dabei wurde auch der Unterdruck-Anzug Tschibis eingesetzt. Mit ihm wird die untere Körperhälfte einem Unterdruck (von 10 bis 60 mm Quecksilbersäule) ausgesetzt. Dadurch wird mehr Blut in die unteren Körperbereiche gepumpt. Dies bedeutet für den Blutkreislauf in der Schwerelosigkeit eine gewisse Entlastung. Beim Experiment Parodont wurde der Mundraum näher erforscht. Unter anderem wurden die Konzentration von Immunglobulin, das Mengenverhältnis von Krankheitserregern und Antikörpern sowie die einzelnen Bestandteile der Mikroflora in der Mundhöhle bestimmt. Dazu wurden Speichelproben und Zahnabstriche genommen und eingefroren. Die Experimente Prognos und Bradoz dienten der Entwicklung einer Echtzeit-Vorhersagemethode und der genaueren Bestimmung der tatsächlichen Strahlenbelastung der Besatzung. Dazu kamen neben bewährten Dosimetern auch neuartige Systeme zum Einsatz, die Thermolumineszenz, Halbleitermaterialien und Samen höherer Pflanzen als Detektoren verwenden. Neben der Strahlendosis können so auch die direkten biologischen und genetischen Auswirkungen festgestellt werden. Damit beschäftigte sich auch das Experiment Poligen. Untersuchungsgegenstand waren Fruchtfliegen (Drosophila), deren genetische Widerstandsfähigkeit unter den Strahlungsbedingungen des erdnahen Weltraums erforscht wurde. Mit der Effizienz von Medikamenten in der Schwerelosigkeit befasste sich das Experiment Farma. Untersucht wurde die Aufnahme, Verteilung und der Abbau eines Wirkstoffs mit Hilfe von Speichel- und Blutproben.
Die Messung der Lärmbelastung in den wichtigsten Arbeits- und Lebensbereichen der ISS ist Gegenstand von Infrazvuk M. Da die Luft innerhalb der Raumstation nicht von selbst zirkuliert, muss eine Vielzahl von Ventilatoren dafür sorgen, dass verbrauchte Luft ständig durch frische ersetzt wird. Uragan beschäftigte sich mit der Erprobung boden- und weltraumgestützter Systeme zur Vorhersage natürlicher oder vom Menschen verursachter Katastrophen auf der Erde. Die Weltmeere hatte das Experiment Diatomeya im Visier. Durch Videoaufnahmen sollen hierbei bioproduktive Zonen in den Ozeanen gefunden und dokumentiert werden. Bei Identifikatsija ging es um die strukturellen Belastungen der Station bei Kopplungsmanövern, Kurskorrekturen, sportlichen Aktivitäten der Besatzungsmitglieder sowie Außenbordarbeiten. Dazu wurden Beschleunigungswerte in unterschiedlichen Teilen der Station mit linear-optischen und konventionellen Systemen gemessen. Im Mittelpunkt des Experimentes Tenzor stand die Erprobung neuer Techniken, die Bewegungscharakteristik der ISS genauer bestimmen zu können. Dazu gehören Trägheitsmomente, der Luftwiderstand der wachsenden Station und die genaue Bestimmung ihres Schwerpunktes. Im Rahmen von Vektor T wurden die Bewegungsparameter der Station mittels GLONASS-Sensoren gemessen. GLONASS ist das russische Gegenstück zum amerikanischen Global Positioning System (GPS). Ziel ist die Erarbeitung einer möglichst genauen Vorhersage der Bahnänderungen infolge der Bremswirkung der Restatmosphäre. Die Qualität der Mikrogravitation an Bord wurde beim Experiment Izgib untersucht, während sich Priviazka mit Formveränderungen der Station befasste. Bei Iskazhenije waren magnetische Interferenzen und ihre möglichen Auswirkungen auf die Durchführung von Experimenten sowie die Orientierung am Erdmagnetfeld Untersuchungsgegenstand. Ziel von Skorpion ist die Entwicklung eines verbesserten Systems zur Erfassung von Umweltparametern. Dazu gehören Mikrogravitation, elektromagnetische Felder, Teilchenstrahlung sowie klimatische Bedingungen. Für viele Experimente ist es wichtig, die genauen Umweltbedingungen zu kennen, um die erreichten Resultate richtig bewerten zu können.
Im Rahmen von Biosfera wurden kleine Wasserorganismen beobachtet und gefilmt. Die Aufzeichnungen sollen bei der Ausbildung von Schülern in Australien, China, Israel, Japan, Russland und den USA verwendet werden. Weitgehend Werbezwecken dienten hingegen die Experimente Vzglad, Lego und Popular Mechanics, bei denen Promotionfilme gedreht wurden.
Mit dem Experimentierkomplex CPCF 2 wurden Proteinkristalle hoher Reinheit hergestellt. Dazu gehören beispielsweise Glycoproteine von Viren oder Oberflächenfragmente von Antikörpern. Die Struktur der Kristalle wird auf der Erde mit Hilfe von Röntgenstrahlen analysiert. Die Versuche dienen der Entwicklung neuer Medikamente. Kristalle aus der Gasphase (Spray) wurden beim von der ESA in Auftrag gegebenen Plasma Kristall Experiment gezogen. Die Proben wurden dabei von der Taxi-Crew (Sojus TM-32) zur Station gebracht und nach der erfolgreichen Durchführung wieder mit zur Erde genommen. Weitere Experimente waren Meteoroid, Massoperenoss und Global Time System (GTS). An der Außenseite des Moduls Swesda befinden sich Detektoren, durch welche sich die Häufigkeit und Beschaffenheit von Mikrometeoriten mit Durchmessern von 10 bis 60 µm erfassen lassen. Ziel des Experiments Meteoroid ist eine Vorhersage der zu erwartenden Erosion der Außenhaut des Service Moduls in den kommenden Jahren. Bei Massoperenoss wurde der Transport von Flüssigkeiten und Gasen in Wurzelgewebe unter Einfluss der Schwerelosigkeit erforscht. Mit dem Global Time System der ESA schließlich wird ein Verfahren erprobt, bei dem die Zeitsignale zur Synchronisation von Uhren aus der Internationalen Raumstation kommen. Sie werden auf Frequenzen im Bereich von 400 MHz und 1,5 GHz ausgestrahlt.
Mitte Juni wurde ARIS, ein Experiment zur aktiven Vibrationsdämpfung im Express-Rack 2 kalibriert und für die ersten Untersuchungen vorbereitet. Die Kalibrierungstests wurden bis Anfang August mit zunächst 7 funktionierenden Aktoren begonnen und nach dem Austausch des defekten Gerätes erfolgreich abgeschlossen. Außerdem wurden das abbildende, medizinische Ultraschallsystem getestet, Proben aus dem Mini-Gewächshaus Astroculture entnommen sowie routinemäßige Wartungsarbeiten durchgeführt. Dazu gehörten vor allem die Überwachung der laufenden Experimente und das Sichern der gewonnenen Daten. Bei den Strahlungsmessungen fallen große Datenmengen an, die aus den mobilen Sensoren auf einen Laptop übertragen werden müssen. Außerdem erforderlich ist das Wechseln und Aufladen der Sensorbatterien.

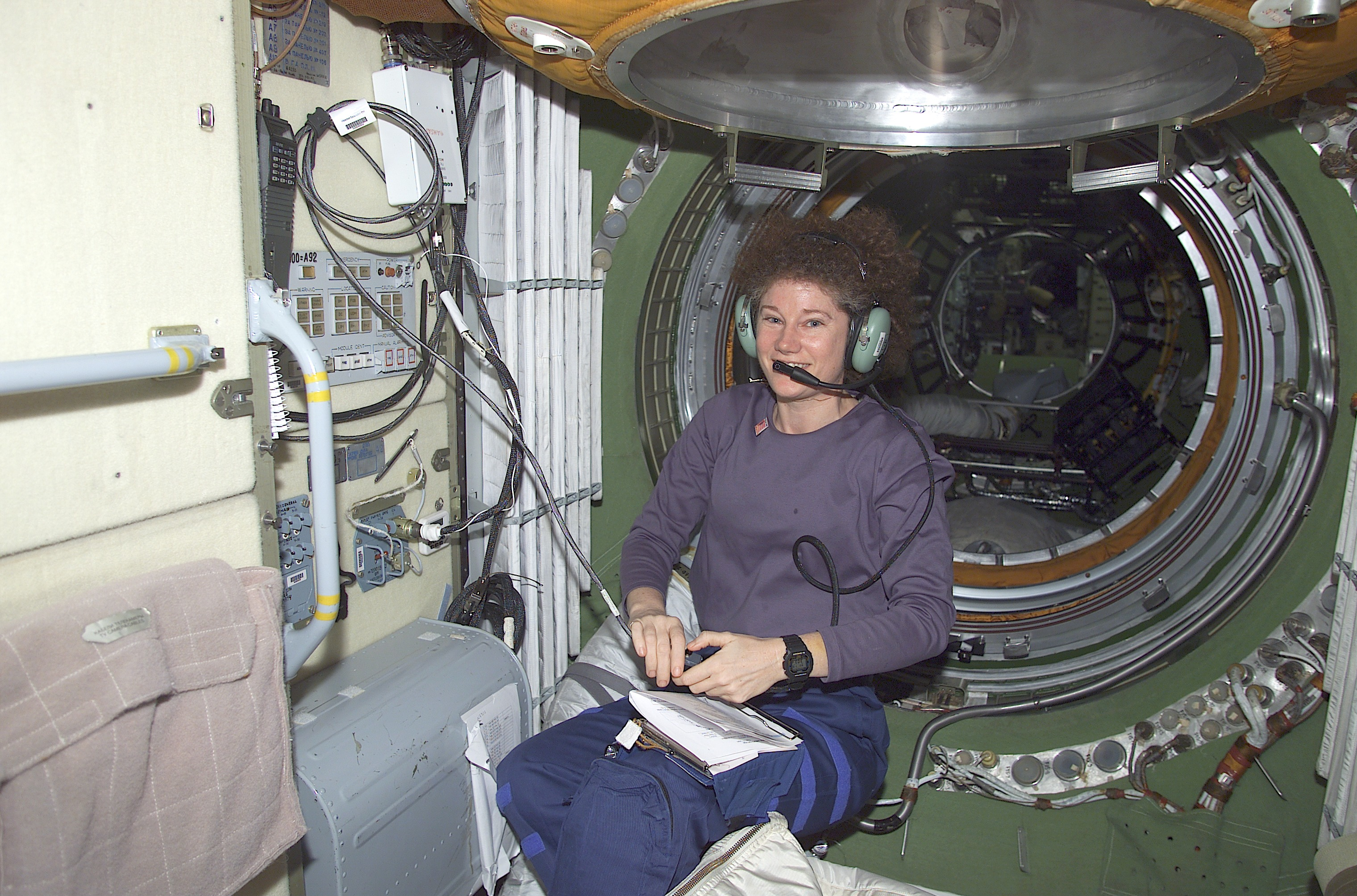
Susan Helms im Zarya-Modul bei einem Amateurfunkkontakt im Rahmen von ARISS

Im Juli wurden die ersten Experimente abgeschlossen und für die Rückkehr zur Erde vorbereitet. Dazu gehörte das defekte Gerät Commercial Generic Bioprocessing Apparatus CGBA und die Kristallisationsapparatur PCG-STES (Unit 9 und 10). Mit dem abgeschlossenen Biosystem ADVASC (Advanced Astroculture) wurde ein kompletter Wachstumszyklus von der Aussaat der Samen bis zur Gewinnung neuer vollzogen. Anfang Juli reiften die Samen aus und die Pflanzen wurden durch Entzug weiterer Feuchtigkeit und Nährstoffe sowie Erhöhung der Temperatur getrocknet. Wegen ihrer Genügsamkeit, ihres kurzen Lebenszyklus und des günstigen Pflanzenbaus wurde für dieses Experiment die zu den Kohlgewächsen zählende Pflanzenart Arabidopsis ausgewählt. Neben den routinemäßig ablaufenden Experimenten zur Strahlungs- und Beschleunigungsmessung wurde auch mit dem physikalischen Experiment EXPPCS (Experiment on Physics of Colloids in Space) gearbeitet. Dabei wurden verschiedene Proben aufgeschmolzen und mittels Laser beleuchtet. Über zwei Videokameras konnten dann Bilder gewonnen werden, welche die Anordnung einzelner Partikel und die Bildung größerer Strukturen im Partikel-Flüssigkeits-Gemisch (Colloid) erkennen lassen. Man erhofft sich daraus Erkenntnisse, die bei der Herstellung von optischen Bauteilen, Lasern und Displays genutzt werden können.
Mitte Juli brachte die Atlantis (STS-104) das Ausstiegsmodul Quest, das letzte ISS-2-Experiment PCG-EGND (Protein Crystal Growth - Enhanced Gaseous Nitrogen Dewar) sowie Versorgungsgüter zur Station. Quest wurde mit dem Manipulatorsystem der Station am 15. Juli (7:40 UTC) an die Steuerbordseite des Verbindungsmoduls Unity angekoppelt. Danach wurde die erste Luke geöffnet und Ausrüstungsgegenstände verstaut. Am Folgetag betrat man auch die zweite Sektion des Moduls und überprüfte verschiedene Systeme. Dazu gehörten die Umweltsteuerung sowie die Kommunikationsanlagen. Ein Leck in einem Kühlsystem wurde abgedichtet und ein defektes Ventil im Luftzirkulationskreislauf ausgetauscht. Außerdem wurde die Luke zwischen der Gerätesektion und der eigentlichen Ausstiegsschleuse montiert. Nach längeren Dichtheitsüberprüfungen war das Schleusenmodul einsatzbereit und wurde am 21. Juli erstmals benutzt. Dabei stellte sich heraus, dass das Auspumpen der Luft etwa 40 Minuten dauerte statt der geplanten 7. Eine Ursache wurde zunächst nicht gefunden. Beim Ausstieg von Gernhardt und Reilly (STS-104) wurden keine Anzeichen für einen im Kontrollzentrum auf der Erde vermuteten Kriechstrom an einem der Drehmotoren zur Ausrichtung der Solarzellenpaneele gefunden.
Beim An- und Abkoppeln der Atlantis war der Beschleunigungsmesskomplex MAMS aktiviert. Damit wurden erstmals Daten vom Andocken eines massereichen Kopplungspartners gewonnen. Auch die Antriebsphasen durch die Triebwerke des Orbiters (3 Bahnkorrekturen) und später des ebenfalls angedockten Progress-Transporters (5 Bahnkorrekturen) wurden protokolliert. Ende Juli wurden außerdem Wartungsarbeiten vorgenommen und mehr als 1 Tonne Versorgungsgüter verstaut, die mit dem Shuttle zur Station gebracht worden waren.
Im August waren die drei Raumfahrer der Expedition 2-Crew auch mit der Demontage einiger Experimente beschäftigt. Zur Erde zurücktransportiert wurden das Middeck Acceleration Control Experiment (MACE), Protein Crystal Growth - Enhanced Gaseous Nitrogen Dewar. Ebenfalls deaktiviert wurden Phantom Torso und Dosimetric Mapping. Das Experiment Bonner Ball Neutron Detector (BBND) wurde dagegen nur innerhalb des Labormoduls verlagert.
Nach der Ankopplung der Discovery (STS-105) am 12. August wurden die entsprechenden Apparaturen sowie persönliche Gegenstände in den Shuttle transportiert. Außerdem wurden auch die Sitzschalen im Sojus-Raumschiff gewechselt. Nach einer relativ kurzen Übergabeprozedur quartierte sich die ISS-2-Mannschaft in der Raumfähre ein und bereitete sich intensiv auf die Rückkehr vor. Die Mission endete mit der Abkopplung der Discovery am 20. August.